# Dirk Hiel
Pour les articles homonymes, voir Hiel.
Dirk Hiel, né le 19 octobre 1957, est un footballeur belge.

## Biographie
Dirk Hiel débute en 1974 en seniors au FC Malines chez qui il joue neuf matchs de première division. Il rejoint le RAA louviéroise en 1978 et deux saisons dont la première en D1, avec douze rencontres et un but. En 1980, Hiel atterrit au K Beerschot VAC où il participe à neuf matchs de D1 pour trois buts.
Lors de la trêve hivernale 1985-1986, Dirk Hiel rejoint le FC Bourges en D3 française, estampillé numéro 10. Il ne tarde pas à se mettre en évidence, en inscrivant le premier des trois buts de son équipe lors d'un match amical face au FC Gueugnon, disputé sur la pelouse mehunoise.
Lors de la saison 1990-1991, le Belge joue au Gap HAFC en division régionale, qu'il quitte la saison suivante.

## Statistiques
| Saison                | Club                  | Championnat           | Championnat | Championnat | Coupe(s) nationale(s) | Coupe(s) nationale(s) | Total | Total |
| Saison                | Club                  | Division              | M.          | B.          | M.                    | B.                    | M.    | B.    |
| 1974-1975             | FC Malines            | D1                    | -           | -           | -                     | -                     | 0     | 0     |
| 1975-1976             | FC Malines            | D1                    | -           | -           | -                     | -                     | 0     | 0     |
| 1976-1977             | FC Malines            | D1                    | -           | -           | -                     | -                     | 0     | 0     |
| 1977-1978             | FC Malines            | D2                    | -           | -           | -                     | -                     | 0     | 0     |
| Sous-total            | Sous-total            | Sous-total            | 9           | 0           | 0                     | 0                     | 9     | 0     |
| 1978-1979             | RAA louviéroise       | D1                    | 12          | 1           | -                     | -                     | 12    | 1     |
| 1979-1980             | RAA louviéroise       | D2                    | -           | -           | -                     | -                     | 0     | 0     |
| Sous-total            | Sous-total            | Sous-total            | 12          | 1           | 0                     | 0                     | 12    | 1     |
| 1980-1981             | K Beerschot VAC       | D1                    | -           | -           | -                     | -                     | 0     | 0     |
| 1981-1982             | K Beerschot VAC       | D2                    | -           | -           | -                     | -                     | 0     | 0     |
| 1982-1983             | K Beerschot VAC       | D1                    | -           | -           | -                     | -                     | 0     | 0     |
| Sous-total            | Sous-total            | Sous-total            | 9           | 3           | 0                     | 0                     | 9     | 3     |
| 1983-1984             | ?                     | ?                     | -           | -           | -                     | -                     | 0     | 0     |
| 1984-1985             | ?                     | ?                     | -           | -           | -                     | -                     | 0     | 0     |
| 1985-1986             | ?                     | ?                     | -           | -           | -                     | -                     | 0     | 0     |
| 1986                  | FC Bourges            | D3                    | -           | -           | -                     | -                     | 0     | 0     |
| 1986-1987             | ?                     | ?                     | -           | -           | -                     | -                     | 0     | 0     |
| 1987-1988             | ?                     | ?                     | -           | -           | -                     | -                     | 0     | 0     |
| 1988-1989             | ?                     | ?                     | -           | -           | -                     | -                     | 0     | 0     |
| 1989-1990             | ?                     | ?                     | -           | -           | -                     | -                     | 0     | 0     |
| 1990-1991             | Gap HAFC              | ?                     | -           | -           | -                     | -                     | 0     | 0     |
| Total sur la carrière | Total sur la carrière | Total sur la carrière | 40          | 4           | 0                     | 0                     | 40    | 4     |